# Балан Майя Федорівна
Майя Федорівна Балан (22 травня 1934, Суми — 29 листопада 1995, Суми) — українська радянська економістка, кандидат економічних наук, заслужений економіст УРСР (1987). Лауреат Державної премії СРСР (1988).

## Життєпис
Майя Федорівна Балан народилася 22 травня 1934 року у місті Суми.
1957 року закінчила гірничий факультет Харківського інженерно-економічного інституту.
З 1960 року — економіст та старший економіст, а з 1966 — начальник науково-дослідного підрозділу з питань економіки Сумського машинобудівного науково-виробничого об'єднання.
Кандидат економічних наук, заслужений економіст УРСР з 1987 року. 1988 року нагороджена Державною премією СРСР за розробку нових принципів господарювання.
Померла 29 листопада 1995 року в Сумах.